# Пападопулова къща (Нивици)
Вижте пояснителната страница за други значения на Пападопулова къща.
Пападопуловата къща (на гръцки: Οικία Παπαδόπουλου) е къща в преспанското село Нивици (Псарадес), Гърция.
Къщата е собственост на Филипа Пападопулу. Сградата е с традиционна архитектура.
В 1994 година къщата е обявена за паметник на културата.